# Festival de Cine del Mundo de Ámsterdam
El Festival de Cine del Mundo de Ámsterdam —en inglés: World Cinema Amsterdam Festival— es un festival cinematográfico que se realiza anualmente en la capital de los Países Bajos desde el año 2010. El evento busca reunir a lo mejor del cine independiente de América Latina, Asia y África; además, cada año selecciona a un país como invitado de honor, planificando un programa especial de largometrajes y documentales provenientes de éste. El invitado para el año 2010 fue México, mientras que para el 2011 fue India.

## Palmarés

### 1º Festival
El programa competitivo consideró diversas producciones provenientes de Chad, Sudáfrica, Tailandia, Malasia, Turquía, Filipinas, Argentina, México y Nicaragua; en particular, se seleccionaron los trabajos más recientes de Mahamat-Saleh Haroun, Nicolás Pereda, Brillante Mendoza, Anahí Berneri, Oliver Hermanus, Apichatpong Weerasethakul, Woo Ming Jin, Florence Jaugey y Semih Kaplanoglu. El palmarés resultante fue el siguiente:
| Premio                                       | Película      | Director                              | País                |
| -------------------------------------------- | ------------- | ------------------------------------- | ------------------- |
| World Cinema Amsterdam Jury Award            | Juntos        | Nicolás Pereda                        | México              |
| World Cinema Amsterdam NTR Broadcast Award   | Honey (Bal)   | Semih Kaplanoğlu                      | Turquía             |
| World Cinema Amsterdam Parool Audience Award | Benda Bilili! | Renaud Barret y Florent de La Tullaye | República del Congo |

### 2º Festival
El programa competitivo consideró diversas producciones provenientes de Irán, Kirguistán, India, Congo, Colombia, Argentina, Brasil y Turquía; en particular, se seleccionaron los trabajos más recientes de Asghar Farhadi, Aktan Arym Kubat, Kaushik Mukherjee (Q), Djo Tunda Wa Munga, Pablo Giorgelli, Gustavo Taretto, Alejandro Landes, Gustavo Pizzi y Nuri Bilge Ceylan. El palmarés resultante fue el siguiente:
| Premio                                       | Película               | Director         | País   |
| -------------------------------------------- | ---------------------- | ---------------- | ------ |
| World Cinema Amsterdam Jury Award            | Yodaí-e Nader az Simín | Asghar Farhadi   | Irán   |
| World Cinema Amsterdam Parool Audience Award | Porfirio               | Alejandro Landes | México |